# Holtorfer Bach (Hunte)
Der Holtorfer Bach ist ein Fließgewässer in der Gemeinde Colnrade in der Samtgemeinde Harpstedt im Landkreis Oldenburg in Niedersachsen.
Der etwa 5 km lange Bach hat seine Quelle nördlich von Abbentheren, das zum Twistringer Ortsteil Natenstedt gehört. Er fließt zunächst in nördlicher und dann in westlicher Richtung, dann durch Krumdiek, danach nördlich von Holtorf, dem für den Bach namengebenden Ortsteil von Colnrade, danach weiter durch Ostersehlt und mündet südlich von Colnrade in die Hunte.